# Panará
I Panará  sono un gruppo etnico del Brasile che ha una popolazione stimata in 374 individui (2008). Sono in gran parte coltivatori e agricoltori.

## Lingua
Parlano la lingua Kreen-akarore (codice ISO 639: KRE), lingua che appartiene alla famiglia linguistica Jê. I Panará appartengono al gruppo di indigeni che parlano le lingue Gê del Brasile centrale, un sottogruppo del Gê settentrionale, che comprende le lingue Kayapó, Suyá, Apinayé e Timbira.

## Insediamenti
Vivono nello stato brasiliano di Mato Grosso, nella riserva dello Xingú.

## Storia

### Origini
I Panará sono gli ultimi discendenti dei Cayapó del sud, un grande gruppo etnico che abitava nella zona del Brasile centrale nel XVIII secolo, noti soprattutto per la ferocia con la quale attaccavano chi si avventurava nel loro territorio e perché non facevano prigionieri.

### Contatto
I Panará vivevano isolati fino al 1973, quando un progetto del governo portò alla creazione della strada BR-163 (Cuiabá-Santarém) che passava attraverso il loro territorio. A causa di ciò la tribù è stata decimata da malattie quali influenza e diarrea. 250 dei 350 membri della tribù morirono nel primo anno di contatto con la civiltà dei bianchi. .

### Vita nello Xingu
Il 12 gennaio 1975 i 79 membri sopravvissuti della tribù vennero trasferiti dal governo nella riserva del Parco Indigeno dello Xingu, e obbligati a vivere a contatto con tribù nemiche sotto la supervisione dello stato. Una squadra della Escola Paulista de Medicina esaminò 27 dei 29 nuovi arrivati, tutti adulti oltre 20 anni di età. L'altezza media era intorno a 167 centimetri, che corrispondeva all'altezza media degli indigeni appartenenti al macro-gruppo Gê, un poco più alti degli indigeni dell'Alto Xingu.
20 anni dopo, i Panará iniziarono a trattare per lo spostamento della tribù nel loro territorio originario. La maggior parte del loro territorio era stato degradato dai cercatori d'oro, dai coloni, e dagli allevatori di bestiame: sei degli otto villaggi vecchi erano stati distrutti. Nel 1994 gli anziani della tribù si incontrarono con i direttori del parco Xingu e del FUNAI per chiedere che i loro diritti venissero rispettati. A loro vennero concessi 4.950 km quadri di territorio originale lungo il fiume Iriri situato sul confine tra Mato Grosso e Pará.
Tra il 1995 e il 1996, i Panará si spostarono gradualmente verso un nuovo villaggio chiamato Nãsepotiti, nella loro terra tradizionale, e il primo novembre 1996 il Ministro della Giustizia dichiarò la Terra Indigena dei Panará come "possessione indigena permanente". Nel 2003 il numero di individui contava 250 unità, cresciuto a 374 nel 2008.